# جهان غزاوي عوني
جهان غزّاوي عَوني (1918 - سبتمبر 1956) كاتبة قصصية وناقدة أدبية ومعلمة لبنانية. ولدت في طرابلس ونشأت بها ودرست في معهد الطليان. تركت الدراسة بعد وفاة والدتها لتُعنى بشؤون البيت، فتعلمت عصاميًا. اشتغلت بالتدريس منذ 1946 حتى‌ وفاتها عن عمر 38 أو 40 عامًا. عرفت بنشاطها في مجال تمكين النساء، كما أسهمت في العديد من النشاطات الاجتماعية الخيرية، وكان بيتها صالونة أدبية. لقّبت بـ«أديبة الفيحاء». تركت أعمالاً مخطوطة ومقالات عديدة وقصص منشورة في الصحف، ولها أشعار. كتبت عدة مقالات عن مي زيادة وقد اشتهرت بالدفاع عنها في النقد الأدبي.

## سيرتها
ولدت جِهان غزّاوي في مدينة طرابلس سنة 1918 في فترة إدارة أراضي العدو المحتلة أو يقال في 1916 في فترة طرابلس العثمانية. ظهرت ميلها إلى الأدب منذ صغرها إذ كانت تكتب ما يرواد ذهنها من خواطر إزاء مشاهد الحياة ومشاعرها في قالب قصة قصيرة أو مقال. تعلمت في معهد الطليان في طرابلس. اضطرت لترك الدراسة بعد وفاة والدتها لتُعنى بشؤون البيت. ولكنها ظلت تنكب على المطالعة ومن ذلك تعلمت عصاميًا.

اشتغلت بالتدريس منذ 1946، أي بعد استقلال لبنان، فعملت في مدارس طرابلس الرسمية لعشر سنوات. وعرفت باسلوبها خاص في التدريس، أبرز ما فيه «ازدواجية في الصلابة بفرض احترام النظام وبالرقة والعاطفة في سياق تحقيق مهام التدريس بحثيت كانت هي والطالبات كأسراب اليمام في ردهات المدرسة وفي فسحات الملاعب.».

توفيت جهان غزاوي في سبتمبر (أيلول) 1956.

## مهنتها الأدبية
كانت عضوًا في الرابطة الأدبية الشمالية. لقبت بـ«أديبة الفيحاء». لم يظهر لها أي كتاب مطبوع رغم أنها كتبت العديد من المقالات في شتى المجلات الأدبية كـ«صوت المرأة»، و«الآداب»، و«الرسالة»، و«الأديب». لها مخطوطات، منها أول قصة كتبتها «الجوهرة الدفينة»، ودراسة عن مي زيادة عنوانها «مي النابغة». كتب عنه رفيق عطوي سنة 2002 «جيهان غزاوي عوني: أديبة الفيحاء، 1916-1956».

قامت بتبادل الرسالات مع المؤلفات عصرها، منهم سميرة عزام، ودافعت عن مي زيادة في مهنتها الأدبية.

### قصصها
كتبت في مجلة «صوت المرأة» اللبنانية عدة قصص ومقالات أدبية تصنف نثريًا فنيًا، يوم كانت رئيسة تحريرها إدفيك جريديني شيبوب. من قصصها نشرت في 1952 هي «هبة القدر»، و«سعادة» و«ألعوبة الحياة». في قصتها «سعاد» تتحدث عن طالبة فقيرة اسمها سعادة، كانت إحدى تلميذاتها في المدرسة.

برأي عيسى فتوح، كاتب «أديبات عربيات: سير ودراسات» تتجلي في هذه القصص الثلاثة لجهان عزاوي «روح الأمومة الصادقة، والعطف على الفقراء والمعذبين والمحرومين، وعلى تلك المخلوقات الصغيرة الضعيفة التي لم تستطع أن تشق طريقها في الحياة بعد..» وقال عن أسلوبها «في أسلوب جهان غزواي شفافية ورشاقة، وفي لغتها سلاسة وعذوبة، وميل إلى التصوير بالكلمات الشعرية التي تعرف كيف تنتقيها بأناقة، وذوق رفيع، وطبع سليم... ولا نراها تتخلى عن هذا الأسلوب الشعري في كل ما تكتب...لو مدّ الله في أجل هذه الكتابة الموهوبة المبدعة، لأعطتنا الكثير مما كان مقدرًا لها أن تعطيه».

### شعرها
أورد لها كتاب «أدباء طرابلس والشمال» بعض أشعارها، ونشرت لها صحف عصرها عددًا من القصائد. جاء في معجم البابطين عن شاعريتها « يدور ما أتيح من شعرها حول همومها الذاتية والوجدانية. تميل إلى التأمل مستثمرة سكون الليل على عادة الرومانسيين من الشعراء، ولها شعر تدعو فيه إلى نبذ الكآبة، ومعانقة الحياة نذكر لها في ذلك قصيدتها عن زوجها، وقصيدة «مرح» التي كتبتها مشيدة بالأديبة مي زيادة. بشعرها مس من الحزن الشفيف الذي يكشف عن رهافة حسها، ودفء مشاعرها. كتبت الشعر ملتزمة الوزن والقافية، كما كتبته فيما يعرف بشعر التفعيلة، وكتبت قصيدة النثر. اتسمت لغتها بالتدفق واليسر، وخيالها نشيط. نوعت في أشطارها وقوافيها مما أبرز نزوعها إلى التجديد.».

### دراساتها ونقدها
اشتهرت بدارستها عن مي زيادة والدفاع عنها في النقد الأدبي. جرت بينها وبين إملي فارس إبراهيم مناقشة واسعة على صحفات ملحق جريدة «التلغراف» الأدبي حول كتاب مي زيادة «المساواة». كما أنها تناولت كتاب جميل جبر «مي في حياتها المضطربة» بالنقد. صرّحت في رسالة بعثت بها إلى سميرة عزام في 6 حزيران 1955:
واحتفظت ببعض وثائق ورسائل متبادلة بين مي زيادة وجبران خليل جبران.

## تأثيرها
هي شخصية مبجلة عند بعض نخبة طرابلس وقد أشادوا بها، منهم مها كيال إذ قالت في 2009 « قدمت هذه الأديبة الطرابلسية كل نتاجها الأدبي والفكري في مرحلة الصبا والشباب بشكل متقاطع مع نشاطاتها الحياتية كفتاة مسؤولة عن المساهمة بإدارة منزلها الأبوي، ومن ثم كزوجة وأم ترعى أسرة مكونة من زوج وثلاثة أولاد. هذه المهام التي كانت تعتبر الوظيفة الوحيدة لكل فتيات جيلها لم تكن كافية، فطاقتها كانت كبيرة وقد وزعتها أيضاً في العمل كمدرسة (1946-1956) وكأديبة نشرت نتاجها في العديد من المجلات ... وقدمت الكثير منه من خلال الإذاعة اللبنانية. نضيف طبعاً لكل هذا الحراك العلمي دورها كناشطة اجتماعية في نطاق الميدان الذي أحبته..  لا بد من القول هنا أن هذا المثال الرائد في تغيير الصورة النمطية التقليدية للنساء بدايات القرن هو مثال قليل في مدينة طرابلس التي يمكن توصيفها اجتماعياً بالمدينة المحافظة على التقاليد والتي ما زالت دينامية التغيير الاجتماعي فيها كمدينة أبطأ نسبياً مما عاشته العاصمة اللبنانية بيروت. صحيح أن طرابلس قد وصفت تاريخياً بمدينة العلم والعلماء، لكن هذا التوصيف كان خاصاً "بعالم الرجال" فيها.». ومعتز مطرجي وصفها بـ«أديبة طرابلسية، تألقت في مجتمع ذكوري محافظ، خرجت عن نمط الحياة الرتيبة التي كانت تعيشها المرأة، وفكت غلال القيود الإجتماعية، وكأنها أخذت من اسمها الفارسي: الدنيا والعالم، محطة انطلاقة ادبية إلى لبنان والعالم العربي.. كانت امرأة صلبة، شفافة، معطاءة، قامت وانتشت وترعرعت من داخل المدينة القديمة، لكن قنديلها انطفأ وهي في ذروة عطائها وريعان شبابها.».

## حياتها الشخصية
تزوجت سنة 1941 من تحسين عوني، مدير البريد في طرابلس. من أولادهما، نسيمة عوني الخطيب من مواليد بعقلين وهي زوجة سامي الخطيب، وحسان ووليد عوني من مواليد طرابلس 1950.

## وصلات خارجية
- في موقع الأرشيف المجلات
- في موقع الأدب